# ランコ
ランコ（伊: Ranco）は、イタリア共和国ロンバルディア州ヴァレーゼ県にある、人口約1,300人の基礎自治体（コムーネ）。

## 地理

### 位置・広がり

#### 隣接コムーネ
隣接するコムーネは以下の通り。括弧内のNOはノヴァーラ県所属を示す。
- アンジェーラ
- イスプラ
- レーザ (NO)
- メイナ (NO)

### 地震分類
イタリアの地震リスク階級 (it) では、4 に分類される
。